# Championnats d'Europe de saut d'obstacles 1987
Navigation
Édition précédente Édition suivante
Les championnats d'Europe de saut d'obstacles 1987, dix-neuvième édition des championnats d'Europe de saut d'obstacles, ont eu lieu en 1987 à Saint-Gall, en Suisse. L'épreuve individuelle est remportée par le Français Pierre Durand et la compétition par équipe par le Royaume-Uni.